# Oberea bimaculicollis
Oberea bimaculicollis là một loài bọ cánh cứng trong họ Cerambycidae.